# Тагиров, Нуриагзам Тагирович
Нуриагзам Тагирович Тагиров (баш. Нуриәғзәм Таһир улы Таһиров, 1888—1937) — активный участник Башкирского национального движения, член Башкирского Правительства, общественный и государственный деятель, юрист, башкирский языковед.

## Биография и деятельность
Родился 9 января 1888 года в деревне Левашова (Кужа) Челябинского уезда Оренбургской губернии, ныне Аргаяшского района Челябинской области.
После окончания русско-башкирской приходской школы в 1906 году, начинает учиться в медресе «Расулия» в Троицке, а затем продолжает обучение в медресе «Галия» в Уфе.
С 1911 года учительствовал в Челябинском уезде. После Февральской революции стал делегатом Всебашкирских курултаев. После II Всебашкирского съезда назначен главой секретариата Башкирского Правительства в г. Челябинск.
Во время Учредительного курултая был избран в состав Малого Курултая. А после стал членом Башкирского Правительства, где занимался административно-территориальным устройством Башкурдистана и при его участии создавались Дуван-Кущинский, Аргаяшский и Яланский кантоны республики.
В 1918 году, после переезда в Челябинск Башкирского правительства, продолжил свою государственную деятельность. 6 июня 1918 года газета «Башкорт» вышла под его редакцией.
Принимал участие в организации башкирского войска. После подписания Соглашения Советской власти с Башкирским правительством об образовании Автономной Башкирской Советской Республики и перехода Башкирского войска на сторону Красной Армии, был назначен комиссаром отдела Башкирского кавалерийской дивизии на Южном фронте. В октябре 1919 года дивизия была переведена в Петроград, для защиты от войск белой армии Н. Н. Юденича.
Награждён председателем ВЦИК М. И. Калининым за проявленное личное мужество орденом Боевого Красного Знамени.
В апреле 1920 года назначается председателем ревкома родного Аргаяшского кантона. В июне 1920 года, считая неприемлемым постановление ВЦИК и СНК РСФСР «О государственном устройстве Автономной Советской Башкирской республики» от 19 мая 1920 года, в знак протеста члены Башкирского правительства, в том числе и Н. Тагиров, ушли в отставку.
С начала 1921 года возвращается в государственную и общественную деятельность и становится членом коллегии Башнаркомпроса, председателем Научного общества по изучению быта, истории, языка и культуры башкир. Является автором научных работ по башкирскому языку. В 1926 году опубликовал «Словарь башкирского языка», который был составлен на основе народно-разговорного материала, и краткий орфографический словарь. Также является соавтором первой грамматики башкирского языка.
Репрессирован как националист 12 июля 1929 года за активное участие в Башкирском национальном движении (за «общественно-политическом движении националистической интеллигенции»). Только вмешательство М. И. Калинина помогло сохранить ему жизнь, заключив его на десятилетний срок в концлагерь. Провел около 8 лет в лагере на Соловецких островах. После 1937 года его судьба неизвестна.
Посмертно реабилитирован после 1956 года, по данным однофамильца учёного Тимура Тагирова, полностью реабилитирован в 1989 году.

## Научные труды
- История голода. Собрание материалов.
- Башкирский словарь, часть 2-я. Совместная работа с Д. Юлтыем.
- Карта распространения башкирских говоров.
- Русско-башкирский и башкирско-русский словари. Коллектив авторов.
- Руководство для сбора старых произведений (Башҡорт халҡының байлығын белеү, тарих, географияһына кәрәкле ҡомартҡыларын сүпләп табыу һәм туплау өсөн ҡулланма), 1922.
- Руководство и примеры для ведения на башкирском языке канцелярских работ (Башҡортса эш йөрөтөү өсөн ҡулланма һәм үрнәктәр), 1923. Руководство разработано в соответствии с резолюцией II Всебашкирского съезда Советов о придании башкирскому языку наравне с русским статуса государственного языка.
- Правописание на башкирском языке (Башҡортса яҙыу ҡоралы), в соавторстве с Х. Габитовым, 1924.
- Букварь башкирский (Башҡорт әлифбаһы), 1924.
- Морфология башкирского языка (Башҡорт теленең сарыфы), в соавторстве с Х. Габитовым, Б. Хангильдиным и Г. Вильдановым, 1925.
- Башкирский словарь (Башҡорт лөғәте), 1-се бәйләм, 1926.
- Изучение-разбор башкирского языка (Башҡорт телен төпсөү), 1927.
- Орфографический словарь на латинском алфавите, в соавторстве с Г. Давлетшиным, 1929.
- История башкирского языка (вторая часть была не закончена).

## Сочинения
- Книга «Батрак», 1926.
- Драма «Аҡһаҡ ишан».